# Герцог Кентский и Стратернский
Герцог Кентский и Стратернский (англ. Duke of Kent and Strathearn) — дворянский титул, создававшийся один раз в 1799 году в системе пэрства Великобритании для британского принца Эдуарда Августа, 4-го сына короля Георга III. Титул угас с его смертью в 1820 году. 

## История
Титул создавался единственный раз — 24 апреля 1799 года в системе пэрства Великобритании для британского принца Эдуарда Августа, 4-го сына короля Георга III. Одновременно для него был создан ещё и в ирландском пэрстве титул графа Дублина.
Принц Эдуард умер в 1820 году, оставив единственную дочь Викторию, будущую королеву Великобритании. Его же титулы угасли.
В 1884 году королева Виктория для одного из своих сыновей создала титул «герцог Коннаутский и Стратернский», угасший в 1943 году. В настоящее время отдельно существуют титулы «герцог Кентский» (создан в 1934 году) и «граф Стратерн» (создан в 2011 году).

## Герцоги Кентские и Стратернские
- 1799—1820: Эдуард Август (2 ноября 1767 — 23 января 1820), герцог Кентский и Стратернский и граф Дублин с 1799 года[3][4].